# Tibor Déry
Tibor Déry (8. října 1894, Budapešť - 18. srpna 1977, Budapešť) byl maďarský spisovatel, básník, dramatik a esejista.

## Život
Pocházel ze zámožné židovské rodiny a vystudoval obchodní akademii v Budapešti. Byl funkcionářem Maďarské republiky rad, po její porážce byl vězněn a po propuštění odešel do exilu. Zapojil se do rakouské občanské války na straně levice, do Maďarska se vrátil roku 1935. Druhou světovou válku přežil v úkrytu.
Po druhé světové válce se dostal do vedení Maďarského svazu spisovatelů. Roku 1948 se stal laureátem Kossuthovy ceny. Navzdory komunistickému přesvědčení měl konflikty se stalinistickou cenzurou, spolu s dalšími reformně naladěnými intelektuály založil Petöfiho kroužek a za maďarského povstání byl mluvčím revoluční vlády. V letech 1956 až 1961 byl ve vězení.
Podle jeho předlohy natočil Károly Makk film Dny čekání.

## Dílo
- Seznam děl v Souborném katalogu ČR, jejichž autorem nebo tématem je Tibor Déry
- Lia – 1917.
- Az óriáscsecsemő – 1926.
- A befejezetlen mondat – 1937.
- Szemtől-szembe – 1945.
- Alvilági játékok – 1946.
- Tükör – 21. březen 1947
- Jókedv és buzgalom – 1948.
- Itthon – 1948. január 9.
- A tanúk – 1948.
- Felelet – 1950-1952 - (česky Odpověď nebo Odpověď dětství)
- Simon Menyhért születése – 1953.
- Talpsimogató – 1954.
- Ló meg az öregasszony – 1955.
- Niki. Egy kutya története – 1956 - (česky Niki, příběh psa)
- Szerelem - 1956 - (česky Láska)
- G. A. úr X-ben – 1964 - (česky Cesta pana A. G. do X)
- A kiközösítő – 1966 - (česky Žezlo a mitra)
- Ítélet nincs – 1969.
- Képzelt riport egy amerikai pop-fesztiválról – 1971 - (česky Pomyslná reportáž o americkém pop-festivalu)
- A napok hordaléka – 1972.
- Kedves bópeer… – 1973 - (česky Milý papá)
- Újabb napok hordaléka – 1975.
- A félfülü - 1975 (česky Únos, 1986)
- Kyvagiokén? – 1976.